# آبشار و غار بید سبزوار

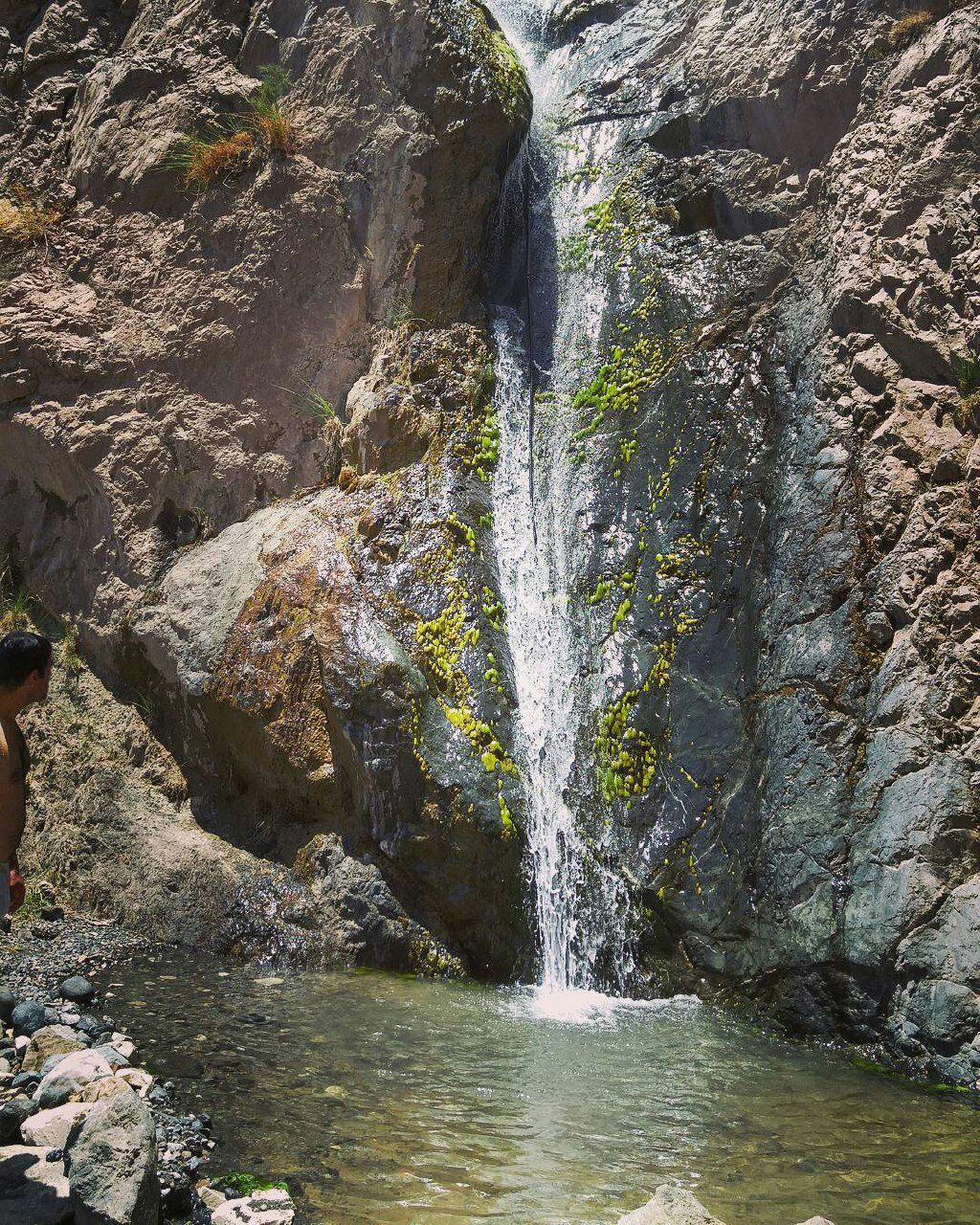
آبشار بید سبزوار- تابستان ۱۳۹۸

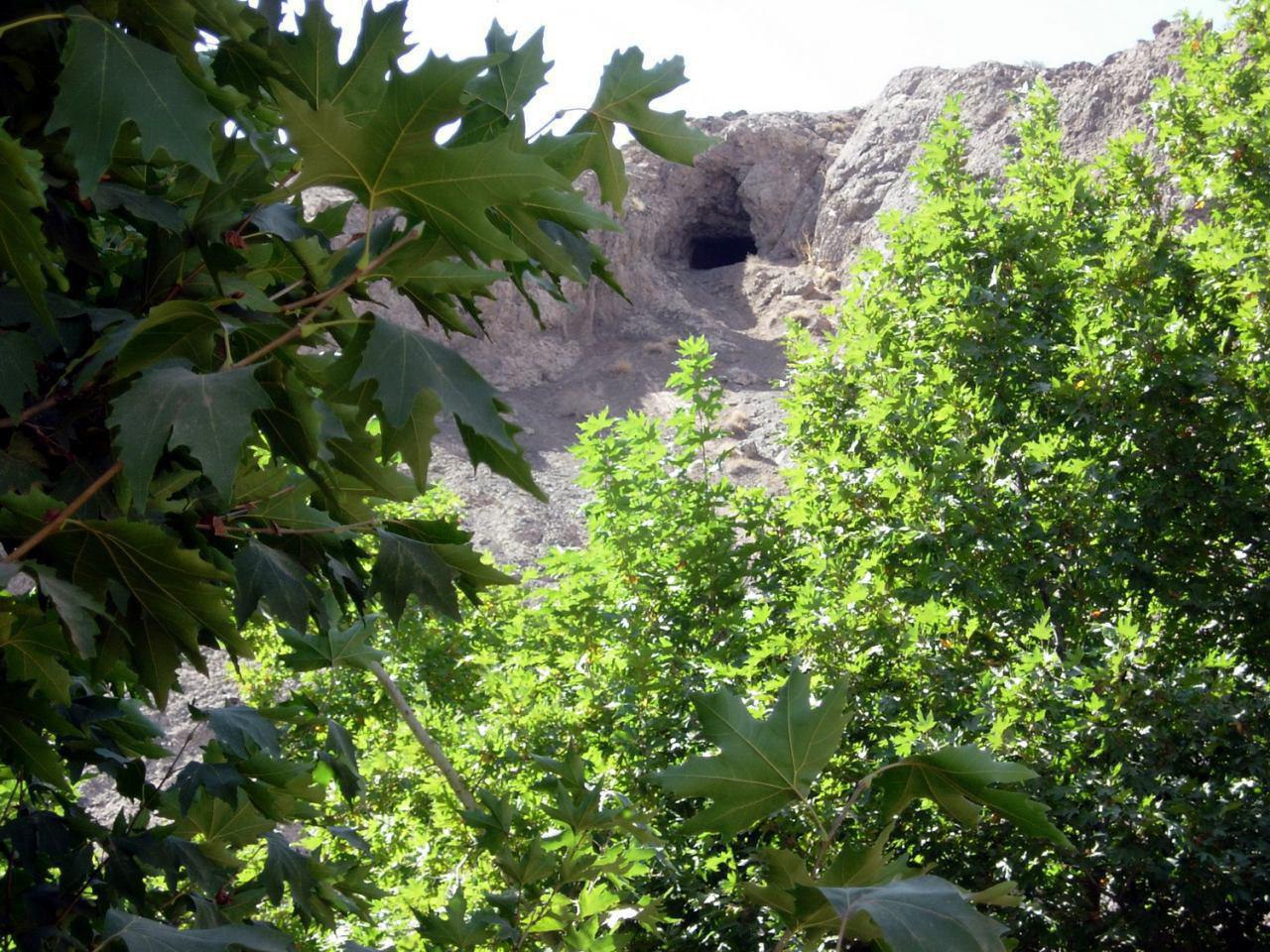
غار بید سبزوار- تابستان ۱۳۹۸

آبشار و غار بید سبزوار در ۴۰ کیلومتری شمال سبزوار و ۴ کیلومتری جنوب غرب روستای بید از توابع شهرستان جوین قرار دارد. این آبشار در دره‌ای به نام زواچنریستو واقع گردیده و ۸ متر ارتفاع دارد. در نزدیکی آبشار یاد شده، غاری معروف به غار اژدر قرار دارد. این غار بر دامنه شرقی کوه کمردنگ واقع گردیده‌است و از سطح دریای آزاد ۱۶۸۰ ارتفاع دارد. ابعاد دهنه ورودی غار ۱٫۲۰ در ۱٫۵۰ متر می‌باشد. طول راهروی اصلی این غار ۶ متر و ارتفاع آن در ابتدای دهانه ۱٫۲۰ متر می‌باشد که در انتها به ۲ متر می‌رسد.